# Castilia occidentalis
Castilia occidentalis är en fjärilsart som beskrevs av Anton Heinrich Fassl 1912. Castilia occidentalis ingår i släktet Castilia och familjen praktfjärilar. Inga underarter finns listade i Catalogue of Life.